# スタニスラフスキー・システム

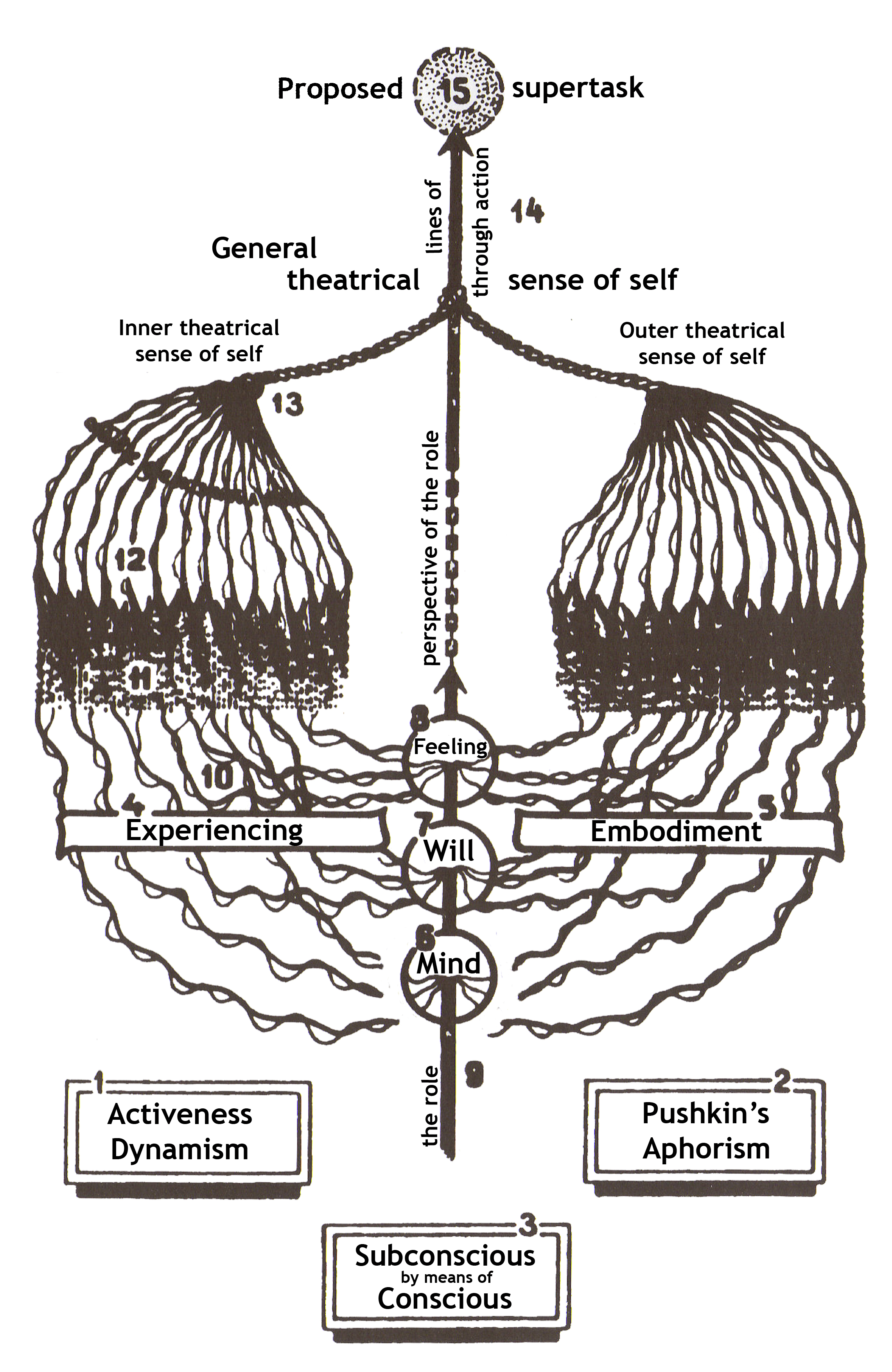
『俳優の仕事』第一部にもとづく、スタニスラフスキー・システムの図解。役の内面（左）と外面（右）の要素が、ドラマにおける登場人物の総合的な「究極課題」を探求する中で統一される。

スタニスラフスキー・システム（Stanislavski System）は、ロシア・ソ連の演劇人で、俳優兼演出家であったコンスタンチン・スタニスラフスキーが提唱した演技理論である。その背景には、フロイト心理学の影響があると言われる。
俳優の意識的な心理操作術を通じた、人間の自然による無意識の創造を目的とする。方法としては、意識による間接的な手段によって潜在意識を目覚めさせ、それを創造の中に呼び込むものである。スタニスラフスキーのシステムは「役を生きる芸術」を開拓するものであり、これは「形で示す芸術」に対置される。この方法では、感情の経験や潜在意識の振る舞いといった、コントロールしにくい心理的プロセスを交感的かつ間接的に活性化するため、俳優の意識的な思考や意志といったものを動員する。リハーサルでは、俳優はアクションを正当化するための内的動機を探し、登場人物がある瞬間に何を実現しようとしているのかを決定しようとするが、これは「課題」と呼ばれる。

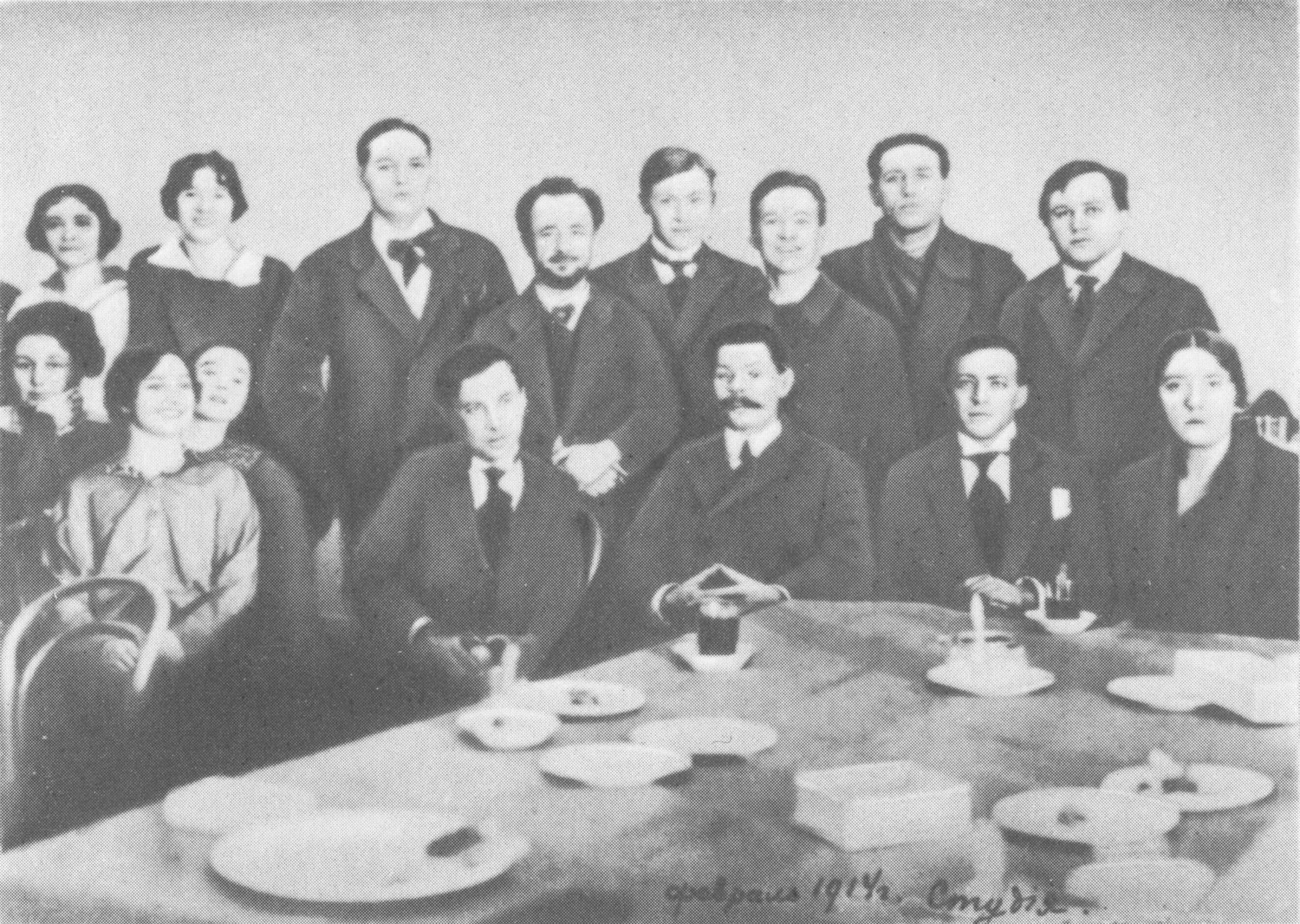
マクシム・ゴーリキー（中央で座っている）とイェヴゲニー・ヴァフタンゴフ（ゴーリキーの右）を中心に、第一スタジオのメンバーたち。第一スタジオは研究と教育のための機関であり、実験と即興、自己発見に重きを置いていた。

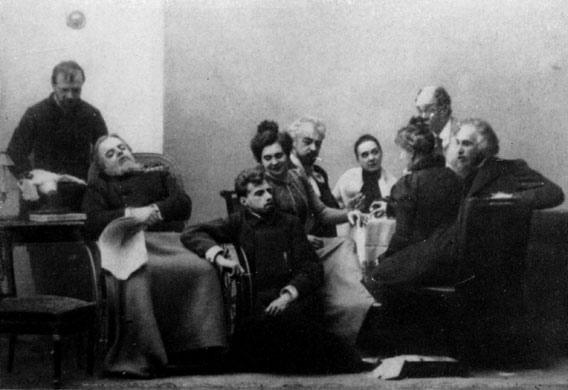
1898年にモスクワ芸術座版『かもめ』が上演された際にはスタニスラフスキー・システムはまだ使われていなかった。モスクワ芸術座のエンブレムは『かもめ』からきている。スタニスラフスキーは演出の他トリゴーリン（一番右に座っている）を、メイエルホリドがコンスタンティン（床）、オリガ・クニッペルがアルカージナ（後ろ）を演じた。

## 役を生きる芸術

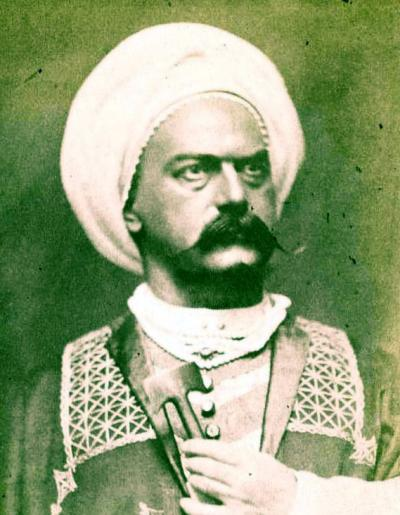
スタニスラフスキーはイタリアの悲劇役者トンマーゾ・サルヴィーニ（オセローを演じている）を「役を生きる芸術」の粋だと考えていた。

スタニスラフスキー・システムは「役を生きる芸術」にもとづいている。この原則では、俳優にとって「役を生きること、すなわち演じるたびに、役の人物と同様の感情を体験することが必要」となる。『俳優の仕事』ではトルツォフがイタリアの悲劇役者トンマーゾ・サルヴィーニを引用し、演じるたびに登場人物の感情を経験する必要性があることを説いている。
スタニスラフスキーはサルヴィーニが1882年に演じたオセローを高く評価し、「役を生きる芸術」の最高の形だと考えていた。サルヴィーニはフランスの俳優ブノワ＝コンスタン・コクランと演技論について意見を異にしており、スタニスラフスキーは自らの「役を生きる芸術」というアプローチを、コクランが実践する感情の経験に重きを置かない「形で示す芸術」に対置し、批判している。『俳優の仕事』第一部では、「舞台の上で、役の条件からはみ出さす、その役にぴったり重なり合うように、正しく、論理的に、一貫性をもって、人間らしく思考し、望み、あこがれ、行動すること」が奨励されている。
スタニスラフスキーのアプローチは、意識的なテクニックで潜在意識下のプロセスを交感的かつ間接的に活性化させるというものである。こうすることにより、結果を模倣してその幻影を提示するよりは、俳優の中に内的、心理的な行為の因果性を再構成しようとする。スタニスラフスキーは演技においてさまざまなアプローチが混合されることは認識しつつ、「役を生きる芸術」が優越すべきだと考えた。
「役を生きる芸術」的なアプローチについては、すでに1905年にスタニスラフスキーが『桜の園』でシャルロッタ役を演じるにはどうすべきかということについてヴェラ・コトリャレフスカヤにアドバイスした手紙で論じられている。役を生きるためには「他人の生活に自分本来の感情を重ね合わせ、そこに自分の魂の有機的な要素をあずけて、演ずる人物と戯曲全体の内的な生活を舞台の上に作り出す」必要がある。スタニスラフスキーの演技論においては、こうして内的生活を作り上げることが俳優がまずすべきことである。

## <与えられた状況>と魔法の<もしも>
スタニスラフスキーが言う「魔法の<もしも>」とは、虚構の状況に自身を置くことを想像し、その状況に直面した時にどういうアクションをとるかを構想する能力である。劇作家や演出家などが準備したもろもろの設定は<与えられた状況>と呼ばれ、これは「<もしも>という言葉と同様に、前提であり、<想像の虚構>」である。このアプローチでは、ある人の状況によりその人の性格的特徴が決定づけられる。シャロン・カーニックによると、「自身を役の中に位置づけるということは自分自身の状況を芝居に移すということではなく、自身を自分のものではない状況に組み込むことである」。
準備やリハーサルの段階では、俳優は想像により、ある場面からどのような刺激を受けるかを考える。この刺激というのは、ある状況にどういう細かい感覚が伴うかといったことであり、演技における有機的で潜在意識的な反応を引き出すためにしばしば必要となる。これにより、演技において「途切れずに」役を生きることができる。
スタニスラフスキーはトレーニングやリハーサルの中で「人前での孤独」と「注意の環」を発達させることにより、芝居に完全に取り込まれることを奨励したが、これはヨーガの瞑想テクニックから発達させたものであった。一方、スタニスラフスキーは完全に役と同一化することは奨励しなかったが、これはある人が全く別の他人になるという考えは病的になりうると思っていたからであった。

## 情緒的記憶
スタニスラフスキーはフランスのテオデュール・アルマンド・リボーの心理学を参考にしていた。それは「感情に対する記憶は、かつて味わった感情を思い出しその感情の記憶に身をゆだね、演じる時は素晴らしいフィルターで、われわれが記憶している感情を浄化する偉大な力を持っている」というものであった。

## 課題とアクション

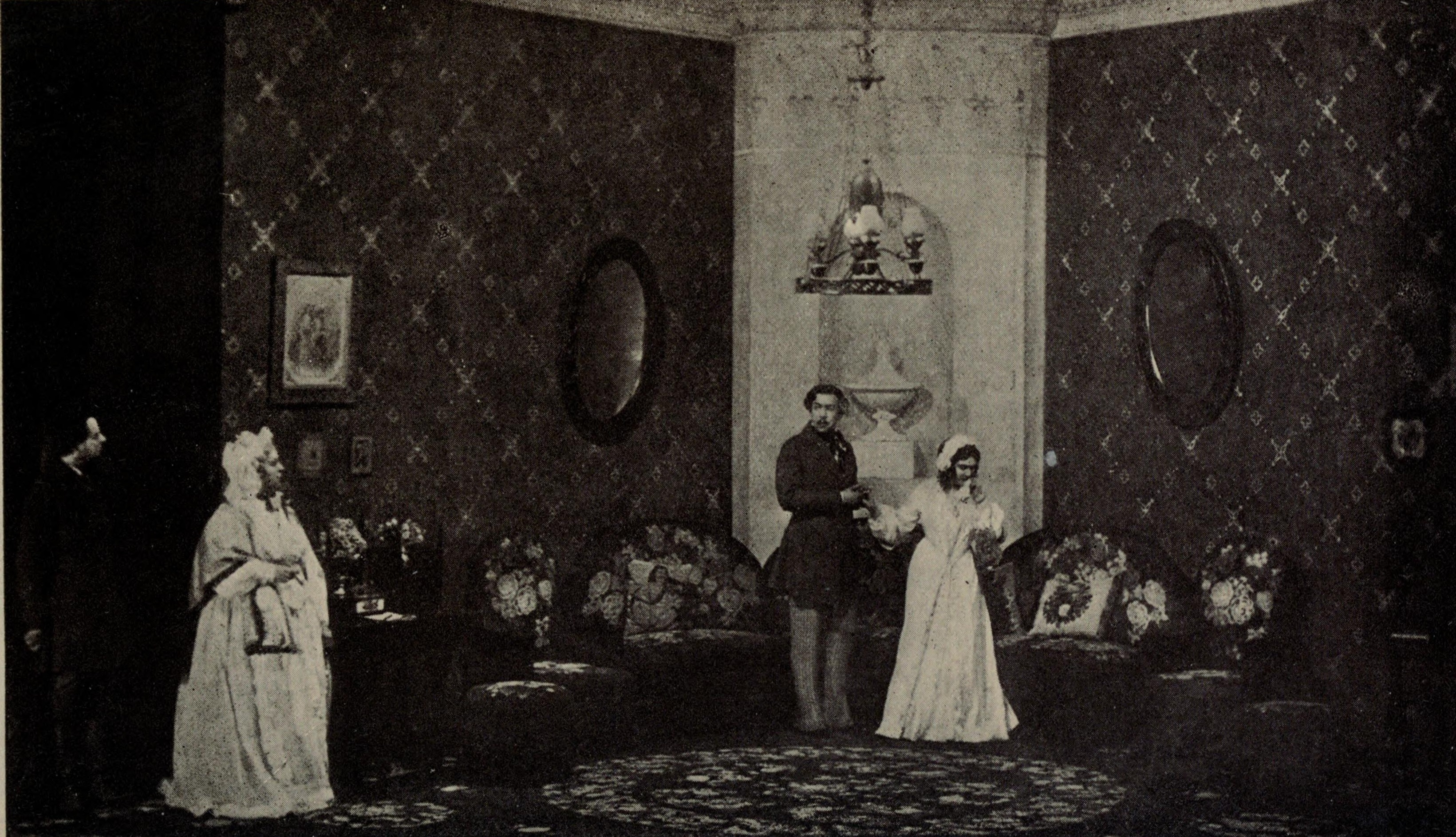
『村のひと月』(1909)に出演するスタニスラフスキーとクニッペル（中央）。台本のアクションを別々の「断片」に分けて分析するという実践が初めて記録された事例である。

『俳優の仕事』では、戯曲などを「断片」に分け、そこから「創造的課題」を抽出することが重視されており、「内面的な、行動の課題」を適切に設定することが、俳優にとって「舞台に上がり、そこに留まり、役と同様に自分の生活を生きる自覚を与えてくれる」ことになると主張されている。
1909年にスタニスラフスキーはイワン・ツルゲーネフの『村のひと月』を演出したが、これは「自らのシステムに沿ってはじめて上演した芝居」であり、スタニスラフスキー・システムの芸術的展開にとって分水嶺となった。リハーサルは公開で行うというモスクワ芸術座の伝統を破り、スタニスラフスキーは非公開で準備を進めた。キャストはまず、やがてスタニスラフスキーが登場人物にとっての「連続した流れ」と呼ぶようになるもの（登場人物の感情の発展と、芝居の間にそれがどう変わるか）についての議論から準備を始めた。この公演は、台本のアクションを別々の「断片」に分けて分析するという実践が初めて記録された事例である。

## 身体的行動のメソッド

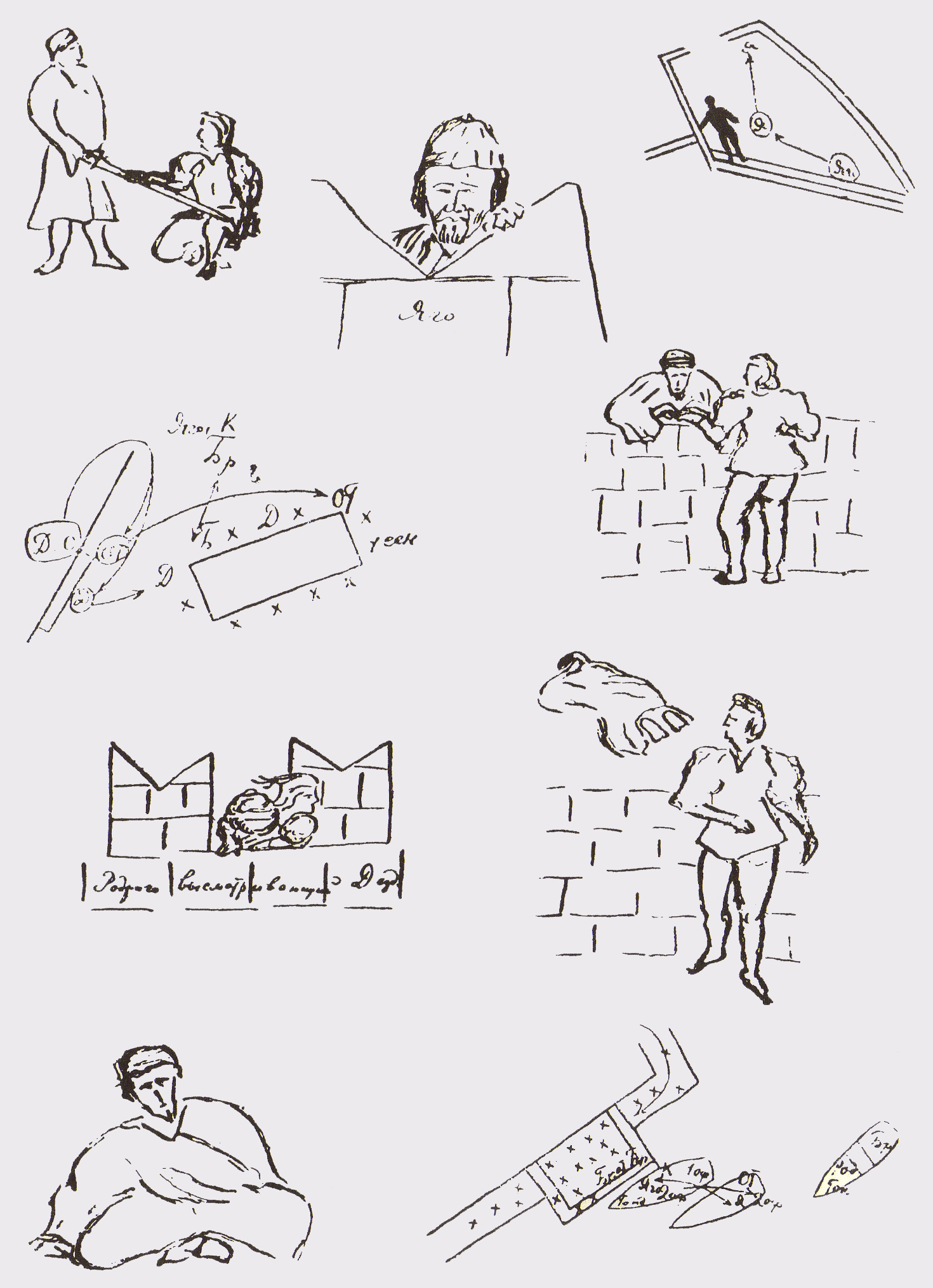
1929年から1930年にかけてスタニスラフスキーが『オセロー』の上演プランのために書いたスケッチ。身体的行動のメソッドとして知られるようになるリハーサルプロセスが初めて明示されている。

スタニスラフスキーは、のちに「身体的行動のメソッド」として知られるようになる、より身体にもとづいたリハーサルプロセスによって自らのシステムをさらに精緻化させた。この言葉じたいはスタニスラフスキーの死後にこのリハーサルプロセスに対して使われるようになったものである。ジーン・ベネデッティは、スタニスラフスキーは1916年までにこの方法を発達させていたものの、1930年代初めになってやっと実践で使い始めたと指摘している。
身体的行動のメソッドのはじまりは、スタニスラフスキーが演出家として手がけた最初期の仕事にまでさかのぼることができ（当時は芝居のアクションに一貫して注目していた）、さらにフセヴォロド・メイエルホリドと共に探求し、のちに第一次世界大戦の前頃までモスクワ芸術座の第一スタジオで研究していた方法（即興を用いた実験や、台本を断片と課題に分解する実践など）にも根幹を求めることができる。身体的行動のメソッドは、スタニスラフスキーのそれ以前の方針に反するものではなく、ある程度連続性があるということが複数の研究者により指摘されている。
スタニスラフスキーは1934年の『三人姉妹』や『カルメン』のリハーサルで初めてこのアプローチを実践的に探求した。その頃には座って行う議論を最小限にとどめ、連続した劇的状況が即興で演じられる「行動的分析」が奨励されるようになった。
助手で親友であったレオポルド・スレルジツキー率いる第一スタジオのおかげで、スタニスラフスキーは1910年代に自らのシステムにつながる初期段階のアイディアを発展させることができるようになったが、1935年には別のスタジオを作り、身体的行動のメソッドを継続して教えることで自らの業績の完成形を安定的に受け継がせようとした。このオペラ・ドラマスタジオでは、スタニスラフスキーのマニュアルで説明されているトレーニングがほぼ完全な形で施行された。同時に、スタニスラフスキーの初期の業績が第一スタジオの生徒たちを通して西洋全体の演劇に伝わり、演技を革新した。ソビエト連邦に社会主義リアリズムの機運が到来すると、モスクワ芸術座とスタニスラフスキー・システムはその模範として賞賛されるようになった。

## スタジオとシステムの発展

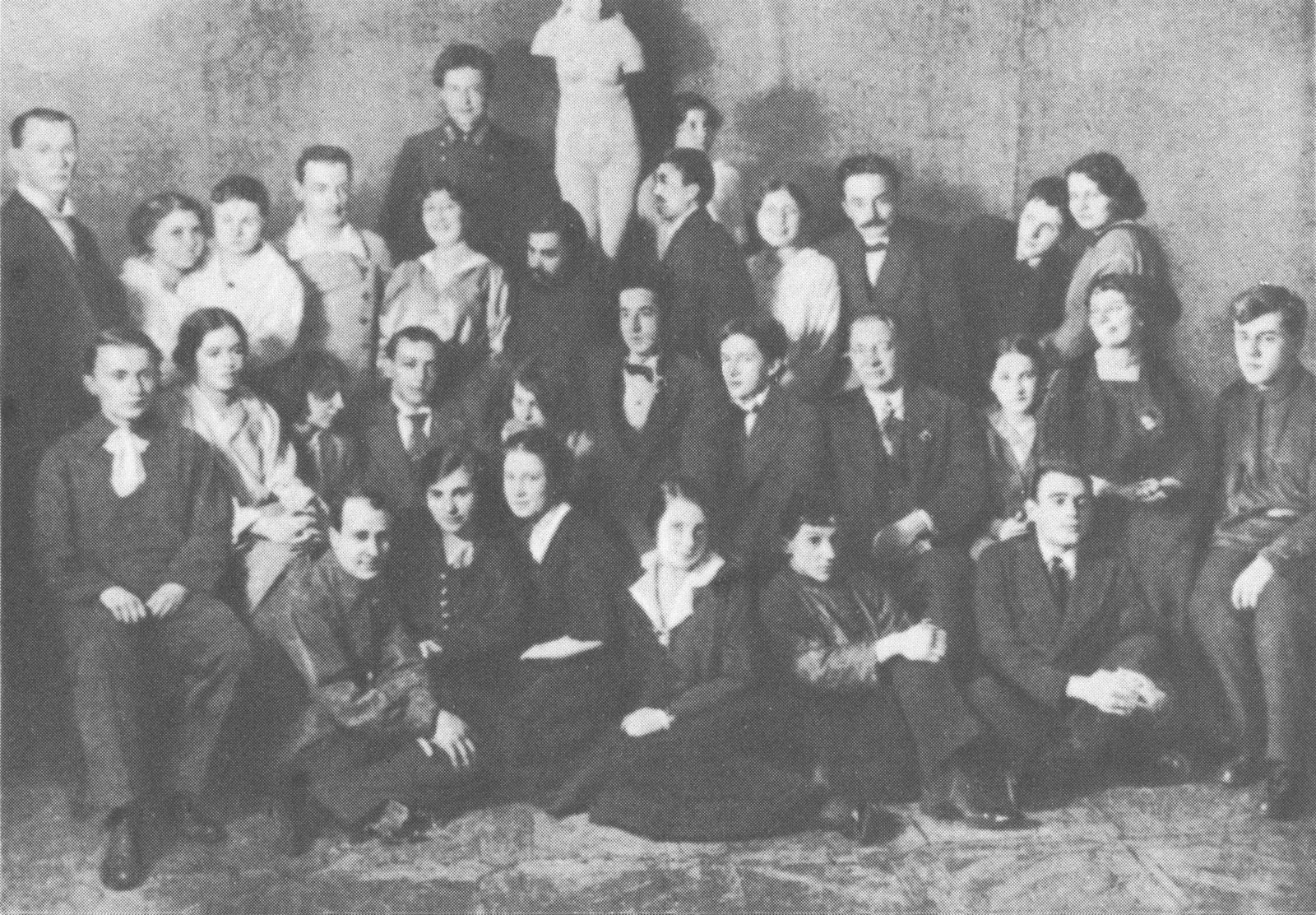
第一スタジオのメンバーたち(1915)。スタニスラフスキーがシステムの要素を初めて発達させ、教育した訓練機関であった。

### 第一スタジオ
モスクワ芸術座の第一スタジオは、スタニスラフスキーがシステムの研究・発達のために1912年に作った演劇スタジオであった。新しい形式やテクニックを発達させるため、一般の観客からは離れたところで教育的・探求的な仕事をすることができる場所として考案された。第一スタジオの創立メンバーはイェヴゲニー・ヴァフタンゴフ、ミハイル・チェーホフ、ルイシャルト・ボレスワフスキ、マリア・オースペンスカヤであり、全員がその後の演劇史において相当な影響力を持つようになった人々である。
1905年からスタニスラフスキーの助手で、マクシム・ゴーリキーから「スレル」というあだ名をつけられていたレオポルド・スレルジツキーがスタジオを統括した。集中した緊張感のある雰囲気の中、実験、即興、自己発見を重視して活動を行った。スレルジツキーは1916年に亡くなるまで、スタニスラフスキー・システムの初期形式の主要要素であるリラックス、注意集中、想像、コミュニケーション、情緒的記憶などを教え続けた。1923年にモスクワ芸術座から独立した一座は第二モスクワ芸術座と名を改めたが、スタニスラフスキーはこれを自分の原理に背く動きだと見なすようになった。

### オペラスタジオ

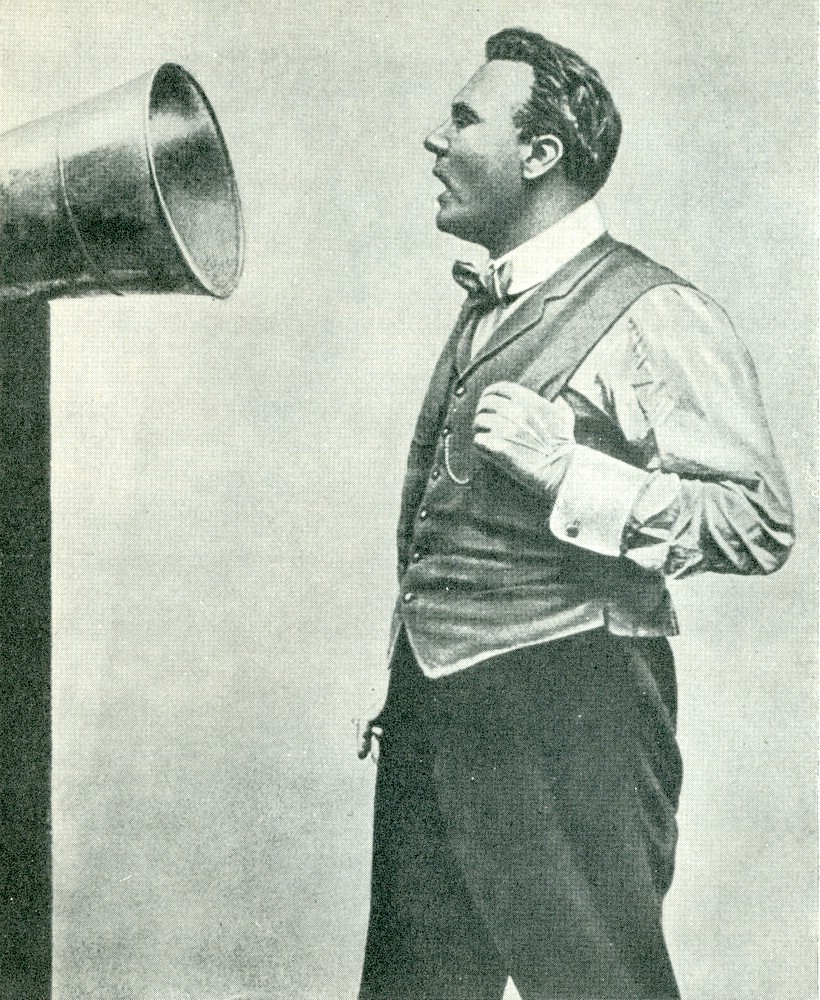
ロシアの歌手フョードル・シャリアピン。スタニスラフスキーはオペラにおいて重視される人工的技巧や伝統といった試練に耐えうる普遍性をシステムが有していることを証明すべく、シャリアピンのアプローチをシステムに組み込もうとした。

ベネデッティは、スタニスラフスキーがオペラスタジオで教育・演出を行った経験がシステムに相当な影響を及ぼしていると主張している。一方、レベッカ・ガウスはこのスタジオの生徒はシステムの発展にそこまで貢献していないと考えている。
オペラスタジオは1918年にボリショイ劇場の支援を受けて作られたが、のちに劇場とのつながりはなくなった。スタニスラフスキーは1921年に立ち退くまで、自宅にあった2つのリハーサル室でオペラスタジオの仕事をした。兄ヴラディミールと妹ジナイーダがスタジオを運営し、教育もした。ボリショイ劇場の若手とモスクワ音楽院の学生を受け入れていた。スタニスラフスキーは発声法を教えてもらうためにセルゲイ・ヴォルコンスキーを、表現運動とダンスを教えてもらうためにボリショイ劇場のレフ・ポスペーヒンを招聘した。
自らのシステムにより、スタニスラフスキーはミハイル・シェープキンやフョードル・シャリアピンの業績を統合しようとした。オペラにおいては伝統的な決まり事を避けることはできないが、それでもシステムがうまくオペラに応用できれば、自らの方法論の普遍性が証明できるだろうとスタニスラフスキーは考えていた。ベネデッティは、オペラスタジオでの経験から「テンポ-リズム」の考え方が出てきており、スタニスラフスキーはこれを『俳優の仕事』第二部で発展させたと主張している。
コンコーディア・アンタロワは、1919年から1922年までの間にスタニスラフスキーがこのスタジオで行った32回の講義を記録しており、1939年にこの内容を公刊し、1950年には英訳もされた。パーヴェル・ ルミィヤンツェフは1920年にモスクワ音楽院の学生としてスタジオに参加し、1922年に『エフゲニー・オネーギン』の公演でタイトルロールを歌ったが、1932年までのスタジオの活動を記録しており、このメモは1969年に刊行され、1975年には英訳された。

### オペラ・ドラマスタジオ
晩年にスタニスラフスキーはオペラ・ドラマスタジオを自宅に設立し、ここで1935年から1938年まで、自らのシステムの最終形態となった内容を用いて重要な授業を行った。1935年にニースで休養していたスタニスラフスキーは、俳優向けのマニュアルを完成させるのが困難だったことを鑑み、自らの遺産を安定的に伝えるには新しいスタジオを設立する必要があると心に決めた。同年6月には教師の一団に「システム」の訓練テクニックと身体的行動のメソッドのリハーサルプロセスを教え始めた。この参加者たちは、スタニスラフスキーの妹ジナイーダから個人教授を受け、システムを既に学んだ経験のある教師たちであった。スタニスラフスキーの妻マリヤ・リーリナも教授に参加した。オペラ・ドラマスタジオ演劇部の生徒には、オーディションにより3500人の中から12人が受け入れられ、授業は1935年11月15日に始まった。メンバーの中にはのちにモスクワ芸術座の芸術監督となるミハイル・ケドロフがおり、ケドロフはスタニスラフスキーの未完のモリエール上演でタルチュフを演じ、師の死後に自らこの上演を完成させた。
ベネデッティは、オペラ・ドラマスタジオでの授業は「スタニスラフスキーの真の遺言」だったと主張している。スタニスラフスキーはテクニックとメソッドに集中した4年間の勉学カリキュラムを作った。最初の2年で生徒がトレーニングテクニックに慣れてしまうと、スタニスラフスキーは『ハムレット』と『ロミオとジュリエット』を役の課題として選んで課した。これは「天才の作品にはどれにも理想的なロジックと進行がある」がゆえに古典を学ぶことが重要であるからである。1937年の3月～4月には生徒とともに身体的行動のつながり、アクションの連続した流れの確立、俳優の課題に沿って新たに場面をリハーサルすることなどに集中して訓練を行った。以前に行ったような演技の繰り返しを避けることが重視された。

## 後世への影響

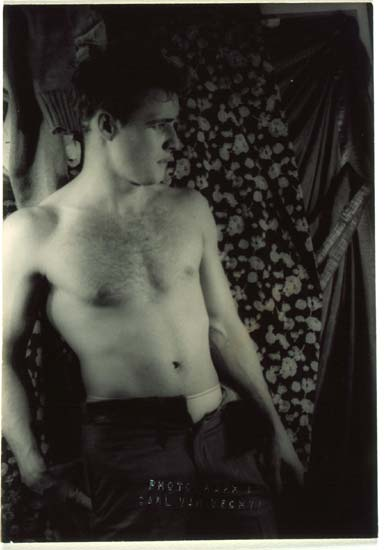
かつてグループ・シアターのメンバーだったエリア・カザン監督による『欲望という名の電車』でマーロン・ブランドが行った演技は、1950年代のアメリカ映画において、スタニスラフスキー・システムをアメリカで発展させたメソッド演技法が発揮した力を示す例である。

ルイシャルト・ボレスワフスキ、マリア・オースペンスカヤ、ミハイル・チェーホフをはじめとして、スタニスラフスキーの弟子の多くがアメリカ合衆国などで演技を教えるようになった。他にもステラ・アドラーやジョシュア・ローガンなどがスタニスラフスキーと「短い期間学んだことをもとにキャリアを築いて」いくようになった。ボレスワフスキとオースペンスカヤはニューヨークでアメリカン・ラボラトリー・シアター (1923—1933) を設立したが、これは第一スタジオに倣ったもので、影響力を持つようになった。
同じ頃、ソビエト連邦ではスタニスラフスキーの生徒だったマリア・クネーベルが、公的には国に禁じられていたにもかかわらず、「行動的分析」を用いたリハーサルプロセスを継続していた。

### アメリカ合衆国におけるメソッド演技法の発達
アメリカ合衆国では、ボレスワフスキの弟子であるリー・ストラスバーグがニューヨークで仲間とともにグループ・シアター (1931—1940) を作った。ステラ・アドラーやサンフォード・マイズナーとともに、ストラスバーグはスタニスラフスキーの初期のテクニックを発展させ、「メソッド演技法」（ストラスバーグは単に「メソッド」と呼んでいた）をアクターズ・スタジオで教授した。ボレスワフスキは、ストラスバーグはスタニスラフスキーの「情緒的記憶」のテクニックの役割を強調しすぎて劇的アクションを犠牲にしていると考えていた。
1934年の夏、パリでスタニスラフスキーは5週間の間、毎日午後にステラ・アドラーと協働したが、アドラーはこの時演技でぶつかった障害を克服するためにスタニスラフスキーの助けを求めていた。ニューヨークでは情緒的記憶が非常に強調されていたが、スタニスラフスキー自身はこの技術を最終手段として使う以外は採用していなかったので、アドラーは驚いた。スタニスラフスキーは身体的行動を通して感情を表現する間接的なやり方をすすめていた。スタニスラフスキーはこの点の重要性を1935年末のハロルド・クラーマンとの議論でも確認している。スタニスラフスキー自身はこのようなアプローチをとっているという知らせはアメリカで大きな反響を呼び、ストラスバーグは怒ってこの方針を拒絶し、自分のアプローチを変えようとはしなかった。
グループ・シアターの俳優だったサンフォード・マイズナーにニューヨークのネイバーフッド・プレイハウス演劇学校でメソッド演技法を教え、そこでスタニスラフスキーが「交流」や「適応」と呼ぶものを重視した方法を発達させて、このアプローチを「マイズナー・テクニック」と呼ぶようになった。
この他にも多数がメソッド演技法の発達に貢献したが、ストラスバーグ、アドラー、マイズナーが成功の立役者と言われている。しかしながらそれぞれ強調している要素が異なっており、ストラスバーグは心理的側面、アドラーは社会学的側面、マイズナーは行動的側面に着目している。アメリカではそれぞれの流派が精力的に他との位置づけの差異化を図っているが、ひとまとめに考えてよいだけの基本的な考え方を共有している。
こうした潮流とその支持者たちの関係について、カーニックは「見たところ対立する陣営が永遠に敵対しており、それぞれが宗教的狂信者のようにスタニスラフスキーの唯一の真の弟子だと自称し、ダイナミックなアイディアを硬直したドグマにおちいる」と述べている。
ソニア・ムーアは、アメリカン・ラボラトリー・シアターとそこで訓練をしていた教師たちの間に広がっていたスタニスラフスキー・システムに対する一般的な捉え方に変更を迫る試みとして、スタニスラフスキーの身体的行動のメソッドを強調した。

### イギリス演劇への限定的な影響
スタニスラフスキーの業績は1960年代以前にはイギリス演劇にほとんど影響を及ぼしていなかった。ジョーン・リトルウッドとユアン・マコールがイギリス演劇に初めてスタニスラフスキーのテクニックを紹介した。この2人が協働で創設した実験的なスタジオであるシアター・ワークショップで、リトルウッドは登場人物や状況を探求する手法として即興を用い、俳優たちが課題の連続として登場人物の行動をとらえるよう促した。俳優のマイケル・レッドグレイヴもイギリスにおけるスタニスラフスキー的アプローチを早くから唱道した人物であった。イギリスで初めてスタニスラフスキー・システムとアメリカで開発された派生手法にもとづく演技アプローチを教えた演劇学校はドラマ・センター・ロンドンである

### グロトフスキ・メソッド
グロトフスキ・メソッドで有名なポーランドのイェジー・グロトフスキは、スタニスラフスキーを自らの演劇活動の主要な影響源のひとつとなしている。

## フロイト理論との関係
スタニスラフスキー・システムは人の心理面に働きかける演技法であるため、フロイト理論との関係があると言われる。両者ともに即興による効果を指摘し、スタニスラフスキーの即興は負荷をもつ記憶を再活性化することに限定したのに対し、フロイトは患者を治療するため経験(＝過去)を喚起することにつとめた。また他にも演劇による精神治療を目的とした、ジェイコブ・レヴィ・モレノによるサイコドラマとの関係も指摘されている。

## 批判
ミハイル・ブルガーコフは、自らの小説『劇場』において鍵小説の形でスタニスラフスキーのメソッドと理論を風刺している。ブルガーコフは1926年に、小説『白衛軍』の戯曲化である『トゥルビン家の日々』がモスクワ芸術座によりスタニスラフスキーの演出で上演され、大成功するという経験を実際にしている。小説『劇場』においてはスタニスラフスキーをモデルにしたイワン・ワシーリエヴィチという人物が登場する。

### 日本語文献
- コンスタンチン・スタニスラフスキー『俳優の仕事 第一部 俳優教育システム』堀江新二、岩田貴、浦雅春、安達紀子、未來社、2008年6月、574頁。ASIN 4624700902。ISBN 978-4-624-70090-4。新版2015年
- コンスタンチン・スタニスラフスキー『俳優の仕事 第二部 俳優教育システム』堀江新二、岩田貴、安達紀子、未來社、2008年10月、654頁。ASIN 4624700910。ISBN 978-4-624-70091-1。新訳版でロシア語原書での訳書
- コンスタンチン・スタニスラフスキー『俳優の仕事 第三部 俳優の役に対する仕事』堀江新二、岩田貴、安達紀子、未來社、2009年7月、476頁。ASIN 4624700937。ISBN 978-4-624-70093-5。新版2019年
※旧版は『俳優修業 第一部』『― 第二部』山田肇訳（未來社、新版1975年）- 米国版（英訳）での重訳

第一部 ISBN 978-4-624-70023-2／第二部 ISBN 978-4-624-70024-9。新訳版では（旧版で）未収録だったエピソードおよび原註・草稿も訳された。
- グリゴーリイ・クリースチ 『スタニスラーフスキイ・システムによる俳優教育』 野崎韶夫・佐藤恭子訳、白水社、1971年、新版2006年ほか
- リー・ストラスバーグ 『メソードへの道』 米村晢訳、劇書房、1989年
- ジーン・ベネディティ『スタニスラフスキー伝 1863‐1938』 高山図南雄、高橋英子訳、晶文社、1997年
- ジーン・ベネディティ『演技 創造の実際 スタニスラフスキーと俳優』 高山図南雄、高橋英子訳、晩成書房、2003年
- ジーン・ベネディティ『スタニスラフスキー入門』 松本永実子訳、而立書房、2008年
- セルゲイ・チェルカッスキー 『スタニスラフスキーとヨーガ』 堀江新二訳、未來社、2015年
- レオニード・アニシモフ 『スタニスラフスキーへの道』 遠坂創三・上世博及訳、未知谷、2016年

### 英語文献
- Bablet, Denis. 1962. The Theatre of Edward Gordon Craig. Trans. Daphne Woodward. London: Methuen, 1981. ISBN 978-0-413-47880-1.
- Banham, Martin, ed. 1998. The Cambridge Guide to Theatre. Cambridge: Cambridge University Press. ISBN 0-521-43437-8.
- Benedetti, Jean. 1989. Stanislavski: An Introduction. Revised edition. Original edition published in 1982. London: Methuen. ISBN 0-413-50030-6.
- Benedetti, Jean. 1998. Stanislavski and the Actor. London: Methuen. ISBN 0-413-71160-9.
- Benedetti, Jean. 1999a. Stanislavski: His Life and Art. Revised edition. Original edition published in 1988. London: Methuen. ISBN 0-413-52520-1.
- Benedetti, Jean. 1999b. "Stanislavsky and the Moscow Art Theatre, 1898-1938". In Leach and Borovsky (1999, 254-277).
- Benedetti, Jean. 2005. The Art of the Actor: The Essential History of Acting, From Classical Times to the Present Day. London: Methuen. ISBN 0-413-77336-1.
- Blum, Richard A. 1984. American Film Acting: The Stanislavski Heritage. Studies in Cinema 28. Ann Arbor, MI: UMI Press.
- Braun, Edward. 1982. "Stanislavsky and Chekhov". The Director and the Stage: From Naturalism to Grotowski. London: Methuen. ISBN 0-413-46300-1. 59-76.
- Bulgakov, Mikhail. Black Snow (Театральный роман). Trans. Michael Glenny. Melville House; Reprint edition, 2013. ISBN 978-1-61219-214-7
- Carnicke, Sharon M. 1998. Stanislavsky in Focus. Russian Theatre Archive Ser. London: Harwood Academic Publishers. ISBN 90-5755-070-9.
- Carnicke, Sharon M. 2000. "Stanislavsky's System: Pathways for the Actor". In Hodge (2000, 11-36).
- Carnicke, Sharon Marie. 2010. "The Knebel Technique: Active Analysis in Practice." Actor Training. Ed. Alison Hodge. 2nd ed. London: Routledge. 99—116. ISBN 0-415-47168-0.
- Counsell, Colin. 1996. Signs of Performance: An Introduction to Twentieth-Century Theatre. London and New York: Routledge. ISBN 0-415-10643-5.
- Gauss, Rebecca B. 1999. Lear's Daughters: The Studios of the Moscow Art Theatre 1905-1927. American University Studies ser. 26 Theatre Arts, vol. 29. New York: Peter Lang. ISBN 0-8204-4155-4.
- Golub, Spencer. 1998. "Stanislavsky, Konstantin (Sergeevich)". In Banham (1998, 1032-1033).
- Gordon, Robert. 2006. The Purpose of Playing: Modern Acting Theories in Perspective. Ann Arbor: University of Michigan Press. ISBN 0-472-06887-3.
- Hodge, Alison, ed. 2000. Twentieth-Century Actor Training. London and New York: Routledge. ISBN 0-415-19452-0.
- Knebel, Maria. 2016. "Active Analysis of the Play and the Role." In Thomas (2016).
- Krasner, David. 2000. "Strasberg, Adler and Meisner: Method Acting". In Hodge (2000, 129-150).
- Leach, Robert. 2004. Makers of Modern Theatre: An Introduction. London: Routledge. ISBN 0-415-31241-8.
- Leach, Robert, and Victor Borovsky, eds. 1999. A History of Russian Theatre. Cambridge: Cambridge University Press. ISBN 0-521-43220-0.
- Magarshack, David. 1950. Stanislavsky: A Life. London and Boston: Faber, 1986. ISBN 0-571-13791-1.
- Mekler, Eva. 1989. Masters of the Stage: British Acting Teachers Talk About Their Craft. New York: Grove Weidenfeld. ISBN 0-8021-3190-5.
- Milling, Jane, and Graham Ley. 2001. Modern Theories of Performance: From Stanislavski to Boal. Basingstoke, Hampshire and New York: Palgrave. ISBN 0-333-77542-2.
- Mirodan, Vladimir. 1997. "The Way of Transformation: The Laban—Malmgren System of Dramatic Character Analysis." Diss. University of London: Royal Holloway College.
- Moore, Sonia. 1968. Training an Actor: The Stanislavski System in Class. New York: The Viking Press. ISBN 0-670-00249-6.
- Postlewait, Thomas. 1998. "Meisner, Sanford". In Banham (1998, 719).
- Roach, Joseph R. 1985. The Player's Passion: Studies in the Science of Acting. Theater:Theory/Text/Performance Ser. Ann Arbor: University of Michigan Press. ISBN 0-472-08244-2.
- Rudnitsky, Konstantin. 1981. Meyerhold the Director. Trans. George Petrov. Ed. Sydney Schultze. Revised translation of Rezhisser Meierkhol'd. Moscow: Academy of Sciences, 1969. ISBN 0-88233-313-5.
- Stanislavski, Konstantin. 1938. An Actor's Work: A Student's Diary. Trans. and ed. Jean Benedetti. London and New York: Routledge, 2008. ISBN 0-415-42223-X.
- Stanislavski, Konstantin. 1950. Stanislavsky on the Art of the Stage. Trans. David Magarshack. London: Faber, 2002. ISBN 0-571-08172-X.
- Stanislavski, Konstantin. 1963. An Actor's Handbook: An Alphabetical Arrangement of Concise Statements on Aspects of Acting. Ed. and trans. Elizabeth Reynolds Hapgood. London: Methuen, 1990. ISBN 0-413-63080-3.
- Stanislavski, Konstantin. 1968. Stanislavski's Legacy: A Collection of Comments on a Variety of Aspects of an Actor's Art and Life. Ed. and trans. Elizabeth Reynolds Hapgood. Revised and expanded edition. London: Methuen, 1981. ISBN 0-413-47770-3.
- Stanislavski, Constantin, and Pavel Rumyantsev. 1975. Stanislavski on Opera. Trans. Elizabeth Reynolds Hapgood. London: Routledge, 1998. ISBN 0-87830-552-1.
- Strasberg, Lee. 2010. The Lee Strasberg Notes. Ed. Lola Cohen. London: Routledge. ISBN 978-0-415-55186-1.
- Thomas, James. 2016. A Director's Guide to Stanislavsky's Active Analysis. London: Methuen. ISBN 978-1-4742-5659-9.
- Toporkov, Vasily Osipovich. 2001. Stanislavski in Rehearsal: The Final Years. Trans. Jean Benedetti. London: Methuen. ISBN 0-413-75720-X.
- Whyman, Rose. 2008. The Stanislavsky System of Acting: Legacy and Influence in Modern Performance. Cambridge: Cambridge University Press. ISBN 978-0-521-88696-3.
- Worrall, Nick. 1996. The Moscow Art Theatre. Theatre Production Studies ser. London and NY: Routledge. ISBN 0-415-05598-9.